# Zilog Z380
 (mars 2023).
La mise en forme du texte ne suit pas les recommandations de Wikipédia : il faut le « wikifier ».
Les points d'amélioration suivants sont les cas les plus fréquents. Le détail des points à revoir est peut-être précisé sur la page de discussion.
- Les titres sont pré-formatés par le logiciel. Ils ne sont ni en capitales, ni en gras.
- Le texte ne doit pas être écrit en capitales (les noms de famille non plus), ni en gras, ni en italique, ni en « petit »…
- Le gras n'est utilisé que pour surligner le titre de l'article dans l'introduction, une seule fois.
- L'italique est rarement utilisé : mots en langue étrangère, titres d'œuvres, noms de bateaux, etc.
- Les citations ne sont pas en italique mais en corps de texte normal. Elles sont entourées par des guillemets français : « et ».
- Les listes à puces sont à éviter, des paragraphes rédigés étant largement préférés. Les tableaux sont à réserver à la présentation de données structurées (résultats, etc.).
- Les appels de note de bas de page (petits chiffres en exposant, introduits par l'outil «  Source ») sont à placer entre la fin de phrase et le point final[comme ça].
- Les liens internes (vers d'autres articles de Wikipédia) sont à choisir avec parcimonie. Créez des liens vers des articles approfondissant le sujet. Les termes génériques sans rapport avec le sujet sont à éviter, ainsi que les répétitions de liens vers un même terme.
- Les liens externes sont à placer uniquement dans une section « Liens externes », à la fin de l'article. Ces liens sont à choisir avec parcimonie suivant les règles définies. Si un lien sert de source à l'article, son insertion dans le texte est à faire par les notes de bas de page.
- La présentation des références doit suivre les conventions bibliographiques. Il est recommandé d'utiliser les modèles {{Ouvrage}}, {{Chapitre}}, {{Article}}, {{Lien web}} et/ou {{Bibliographie}}. Le mode d'édition visuel peut mettre en forme automatiquement les références.
- Insérer une infobox (cadre d'informations à droite) n'est pas obligatoire pour parachever la mise en page.

Pour une aide détaillée, merci de consulter Aide:Wikification.
Si vous pensez que ces points ont été résolus, vous pouvez retirer ce bandeau et améliorer la mise en forme d'un autre article.
Le Z380 et le Z382 sont des processeurs Zilog 16 bits/32 bits de l'année 1994. Il est compatible avec Z80, mais il est sorti beaucoup plus tard que ses compétiteurs (l'Intel 80386 et le Motorola 68020 ) et n'a donc jamais pu obtenir d'effet de levier significatif sur le marché. Par contre, la famille eZ80, qui était plus récente et plus rapide, a eu plus de succès.

## Caractéristiques
La puce prend en charge le traitement 32 bits avec une vitesse d'horloge allant jusqu'à 20 MHz.
Le Z380 est incompatible avec les plus anciens Z800 et Z280 de Zilog. Comme le Z380 est dérivé du plus récent Z180, il est moins miniature que ces processeurs plus anciens, avec moins de fonctionnalités. À la place, il dispose d'une UAL plus large et une longueur de registre de 32 bits. Il peut donc adresser directement 4 Go :
- Exécution en pipeline similaire ou chevauchement d'extraction/d'exécution similaire à celui du Z280 [3]
- MMU plus simple, sans protection de mémoire
- Minimum de 2 horloges/instruction. C'est comme le Z280, mais aussi pour les opérations 32 bits
- Pas de cache sur la puce, car il est redondant avec les RAM statiques plus rapides des années 1990 et suivantes
- Manque de la fonction de trappe d'E/S

Le Z382 est identifié comme un contrôleur de communication de données et possède, en plus du Z380, des fonctions d'E/S supplémentaires
- 16550 Mimic avec boîte aux lettres E/S, boîte aux lettres DMA et lecteur 16 mABus
- 3 canaux série synchrones HDLC–Débit de données sérielles jusqu'à 10 Mbps
- Interface de bus GCI/SCIT
- 8 canaux DMA avancés avec adressage 24 bits
- Interface ISA prête à l'emploi
- Interface PCMCIA
- 2 ASCI améliorés (UART) avec générateurs de débit en bauds 16 bits (BRG)
- Canal d'E/S série cadencée (CSIO) à utiliser avec SerialMemory
- Deux temporisateurs 16 bits avec des préscalaires flexibles
- Trois sélections de puces de mémoire avec générateurs d'état d'attente
- Minuterie de chien de garde (WDT)
- Jusqu'à 32 broches d'E/S à usage général
- CC à 20 Fréquence de fonctionnement MHz @ 5.0V
- CC à 10 Fréquence de fonctionnement MHz à 3,3 V
- Boîtiers de style QFP et VQFP à 144 broches

## Lectures complémentaires
- Harston, « Z380 Opcode Map », 9 septembre 1997 (consulté le 15 juillet 2009)
- Harston, « Full Z380 Opcode List », 9 septembre 1997 (consulté le 15 juillet 2009)